# Anastase le Sinaïte
Pour les articles homonymes, voir Anastase.
Anastase le Sinaïte est un saint de l'église orthodoxe ayant vécu au VIIe siècle et jusqu'au début du VIIIe siècle.

## Éléments biographiques
Sa vie est très mal connue, et on ne peut en savoir que ce qui apparaît dans ses textes. On sait qu'il a été higoumène du monastère du Sinaï. D'autre part, dans les chapitres X à XII de son Guide, ou en grec ancien : Ὁδηγός / Hodegos, il se montre polémiquant avec des monophysites à Alexandrie sous l'administration byzantine, donc avant 641, date de la conquête musulmane ; il était alors déjà moine au mont Sinaï. Il est encore en activité sous le pontificat du patriarche monophysite Jean III (681-689), dont il mentionne (dans une scholie de sa main à l'Hodegos) deux Lettres festales, la première écrite cinq ans plus tôt (donc une scholie rédigée entre 686 et 689, puisqu'il parle du patriarche comme étant vivant). Il est encore en vie en l'an 700 (sa IIIe Homélie ou Traité sur la création de l'homme à l'image et à la ressemblance de Dieu a été écrite, il le précise, vingt ans après le concile œcuménique de 680/681). D'autre part, il parle (dans une autre scholie) du groupe dissident d'Harmasios, les « harmasites », des monothélites d'Alexandrie séparés de l'Église melkite après le concile. Le plus probable est qu'il est né vers 615/620 et qu'il est mort peu après 700. Il a vécu à une époque où l'existence de l'Église melkite en Égypte était très précaire (pas de patriarche d'Alexandrie résidant pendant un siècle après la conquête musulmane en 641).
On rencontre parfois son nom, dans les calendriers et hymnaires byzantins, à la date du 21 avril.

## Œuvres
On peut considérer comme étant de sa plume : les 24 chapitres du Guide (Hodegos, traité contre les hérétiques composé sans doute peu après la conquête de l'Égypte par les musulmans en 641, et complété ensuite de nombreuses scholies de la main de l'auteur) ; les Six chapitres contre les monothélites ; les Seize chapitres contre les monophysites ; les 154 Questions et réponses sur l'Écriture sainte (certaines inauthentiques, et remplies de gloses secondaires) ; et diverses homélies, dont le traité Sur la Sainte Synaxe, qui est un intéressant commentaire moral et liturgique de la Liturgie de saint Jacques, et les trois homélies Sur la création de l'homme. D'autres œuvres sont comptées parmi les Anastasiana de date et d'attribution incertaines. Un Hexaemeron en douze livres (onze conservés seulement en traduction latine), commentaire du premier chapitre de la Genèse, à tendance très allégorisante, lui est attribué ; même si le manuscrit le plus ancien est de la fin du XVe siècle et si de nombreux doutes ont été émis sur l'authenticité du texte, on considère actuellement qu'il doit être attribué à Anastase.
- CPG 7745-7758
- Trois homélies
- Questions et Réponses (Quaestiones et Responsiones)

### Sources
- Bastien Dumont, « La Dispute contre les juifs de l’abbé Anastase (CPG 7772), Les dialogica Polymorpha Antiiudaica (CPG 7796) et les « Livres contre les juifs » perdus d’Anastase le Sinaïte », Revue des études byzantines, vol. 79,‎ 2021, p. 69-94 (lire en ligne)